# Gare Sainte-Catherine
Pour les articles homonymes, voir Sainte-Catherine.
La gare Sainte-Catherine est une gare du Réseau de transport métropolitain située dans la ville de Saint-Constant. Elle dessert les trains de banlieue de la ligne Candiac.

## Correspondances

### Autobus

#### Exo Roussillon[2]
| Circuit | Destinations                                           | Tracé       | Horaires |
| ------- | ------------------------------------------------------ | ----------- | -------- |
| 33      | Sainte-Catherine - Saint-Constant - Autoparc de Delson | [N/D Tracé] |          |